# Paton (Iowa)
Paton é uma cidade localizada no estado americano de Iowa, no Condado de Greene.

## Demografia
Segundo o censo americano de 2000, a sua população era de 265 habitantes.
Em 2006, foi estimada uma população de 255, um decréscimo de 10 (-3.8%).

## Geografia
De acordo com o United States Census Bureau tem uma área de
1,5 km², dos quais 1,5 km² cobertos por terra e 0,0 km² cobertos por água.

## Localidades na vizinhança
O diagrama seguinte representa as localidades num raio de 16 km ao redor de Paton.